# Enrique Cojuangco
Enrique Murphy Cojuangco, noto anche con lo pseudonimo di Henry (Paniqui, 1º febbraio 1941 – Pasig, 12 maggio 2015), è stato un politico e imprenditore filippino.

## Biografia
Nacque il 1º febbraio 1941 a Paniqui, figlio dell'ex governatore della provincia di Tarlac Eduardo Cojuangco (1902-1952) e della reginetta di bellezza Josephine Beley Murphy (1909-2008), quest'ultima di origini irlandesi. Oltre a Enrique dalla coppia nacquero anche Eduardo Jr., Mercedes, Aurora, Isabel e Manuel.
Imprenditore per gran parte della sua vita, la sua attività fu strettamente legata a quella del fratello maggiore Eduardo. Entrò nel mondo della politica nel 2010 venendo eletto alla Camera dei rappresentanti delle Filippine per il 1º distretto di della provincia di Tarlac, come membro della Coalizione Popolare Nazionalista, di cui era stato Presidente in passato. Al Congresso mantenne sempre il proprio sostegno nei confronti dell'amministrazione del nipote Benigno Aquino III, rampollo del ramo familiare dei Cojuangco-Aquino con cui il fratello Eduardo aveva avuto screzi per via di differenti vedute politiche. 
Rieletto nuovamente nel 2013, morì il 12 maggio 2015 al Medical City di Pasig, dove era stato ricoverato per un aneurisma dell'aorta addominale. Le sue spoglie furono tumulate nel cimitero della natia Paniqui.

### Vita personale
Cojuangco fu sposato con Violeta “Viol” Delgado. Il figlio Enrique Jr. ha seguito le sue orme in politica.